# 努烏利
努烏利（英語：Nu'uuli）是美屬薩摩亞圖圖伊拉島東海岸的一個村莊。它座落於距離帕果帕果國際機場幾英里的一個半島上。努烏利位於帕果帕果國際機場和椰子角之間。努烏利是一個購物區。
努烏利瀑布是一座65英尺高的瀑布，該瀑布是由七個獨立的瀑布所組成的。
努烏利是圖圖伊拉島的商業中心。